# 卡緬涅茨-波多利斯基城堡

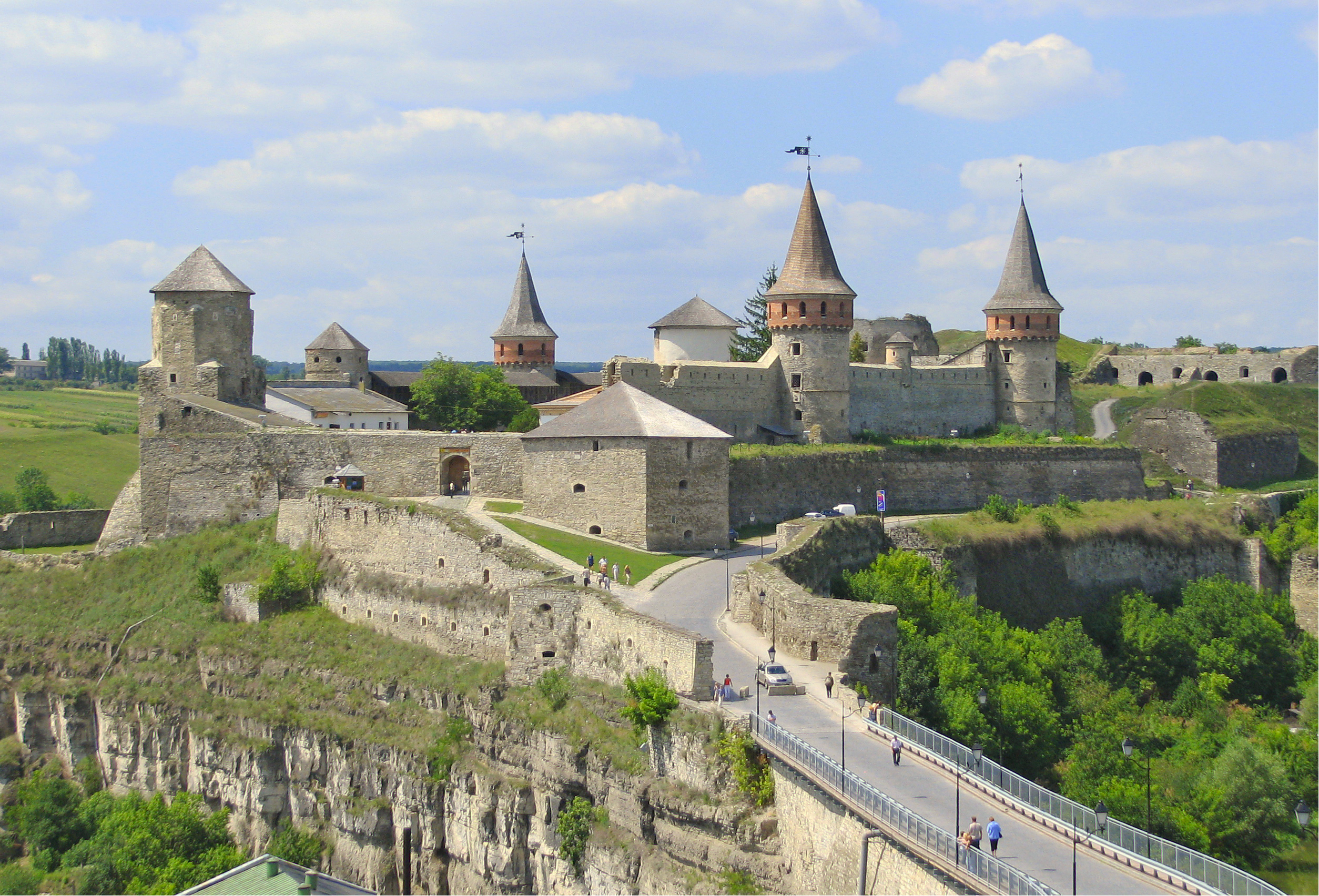
卡緬涅茨-波多利斯基城堡

卡緬涅茨-波多利斯基城堡（羅馬化：Kamianets-Podilska fortetsia）是一座位於烏克蘭西部城市卡緬涅茨-波多利斯基的城堡。該城堡現在是世界遺產的候選地之一，也是烏克蘭七大建築奇蹟之一。

## 外部連結
- . National Historical-Architectural Complex "Kam'ianets".   [2012-02-24]. （原始内容存档于2020-12-05） （乌克兰语）.
- . National Environmental Park "Podilski Tovtry".   [2008-12-30]. （原始内容存档于2009-01-29） （乌克兰语）.
- . Encyclopedia of Sights.   [2011-06-19]. （原始内容存档于2019-03-18）.
- . Kamianets-Podilskyi Online.   [2011-06-19]. （原始内容存档于2020-12-04） （乌克兰语）.